# Izabela Francuska
Izabela zwana Izabelą Francuską lub Wilczycą z Francji (ur. 1295 w Paryżu, zm. 22 sierpnia 1358) – królewna francuska i nawarryjska z dynastii Kapetyngów, królowa Anglii w latach 1308–1327 jako żona Edwarda II, córka Filipa IV Pięknego i Joanny I.
Wilczyca z Francji miała wielki wpływ na historię Anglii i Francji – doprowadziła do obalenia swego męża i wyniesienia na tron syna Edwarda III; przez okres małoletności Edwarda sprawowała władzę nad Anglią razem ze swym kochankiem Rogerem Mortimerem.

## Pochodzenie
Urodziła się prawdopodobnie w 1295 r. w Paryżu. Była jedyną córką Filipa IV Pięknego i Joanny I z Nawarry, która przeżyła dzieciństwo. Jej rodzice władali Francją i Nawarrą – jej ojciec był królem Francji od 1285 r. a matka w 1274 r. odziedziczyła Nawarrę. Miała trzech braci, którzy kolejno po sobie zasiadali na tronach Francji i Nawarry: Ludwika X Kłótliwego, Filipa V Wysokiego oraz Karola IV Pięknego. Jej przodkami byli m.in. królowa Anglii i Francji Eleonora Akwitańska, cesarzowa Matylda oraz król Francji Ludwik VIII. Izabelę, pomimo młodego wieku, uznawano za atrakcyjną.

## Królowa Anglii

### Ślub
W 1298 r. rozpoczęto negocjacje pomiędzy Filipem IV a Edwardem I w sprawie małżeństwa Izabeli z następcą angielskiego tronu Edwardem II.
Ślub odbył się 25 stycznia 1308 r. w Boulogne, już po śmierci Edwarda I. Miesiąc później odbyła się koronacja małżonków, podczas której faworyt i kochanek Edwarda II, Piers Gaveston, pełnił ważną funkcję m.in. to on niósł koronę św. Edwarda Wyznawcy. Dodatkowo podczas uczty koronacyjnej to Piers siedział u boku króla pod specjalnie zamówionym gobelinem, a nie Izabela. Taki sposób potraktowania młodziutkiej królowej oburzył jej wujów, którzy towarzyszyli jej podczas ślubu i koronacji – Karola Walezjusza i Ludwika Evreux. Prezenty ślubne, które otrzymali od ojca Izabeli, zostały przez Edwarda przekazane swemu faworytowi.

### Życie w cieniu królewskich faworytów
Piers Gaveston po wyróżnieniu, jakim była ważna rola podczas uroczystości koronacyjnych, zaczął przejawiać pychę i arogancję w kontaktach z możnowładcami, jednocześnie bardzo dużo czasu spędzając z królem. Wobec takiego obrotu spraw Filip IV wysłał do Anglii posłów, aby wymóc na zięciu usunięcie Piersa. Edward w obawie o rebelię wśród szlachty w maju 1308 r. nakazał faworytowi opuścić Anglię, jednak ten od czasu do czasu pojawiał się na dworze królewskim aż do swojej śmierci w 1312 r.
W 1313 r. na zaproszenie swego ojca wraz z mężem i synem Edwardem III udała się do Paryża. Edward II spotkał się z hojnością swego teścia, od którego otrzymał wiele przywilejów oraz wysoką pożyczkę.
W 1314 r. Izabela ponownie wyjechała do Paryża, jednak tym razem bez męża. Towarzyszyła jej wielka świta, potrzebnych było aż 27 statków i 13 barek aby przewieźć wszystkich jej dworzan wraz z ekwipunkiem. Była świadkiem skandalu obyczajowego na dworze królewskim – jej szwagierki, królowa Małgorzata Burgundzka, Blanka Burgundzka i Joanna Burgundzka zostały oskarżone o zdradę przez swoich mężów. Wszystkie trzy zostały ogolone na łyso i uwięzione, natomiast Joannę Burgundzką uznano za winną tylko zatajenia prawdy o romansie swojej siostry i kuzynki. Według plotek, to Izabela zainicjowała upadek swoich szwagierek, ujawniając ich pozamałżeńskie związki, jednak nie ma na to dowodów.

W listopadzie 1314 r. zmarł Filip Piękny, a tron Francji objął najstarszy brat Izabeli, Ludwik X Kłótliwy, który zmarł już w 1316 r. Jej bratanek Jan Pogrobowiec żył zaledwie kilka dni, po czym królem został kolejny z jej braci – Filip Wysoki. Bratanicę Izabeli – Joannę II Małą, z uwagi na udowodnione cudzołóstwo jej matki, uznano za bękarta i odmówiono korony Francji i Nawarry. 

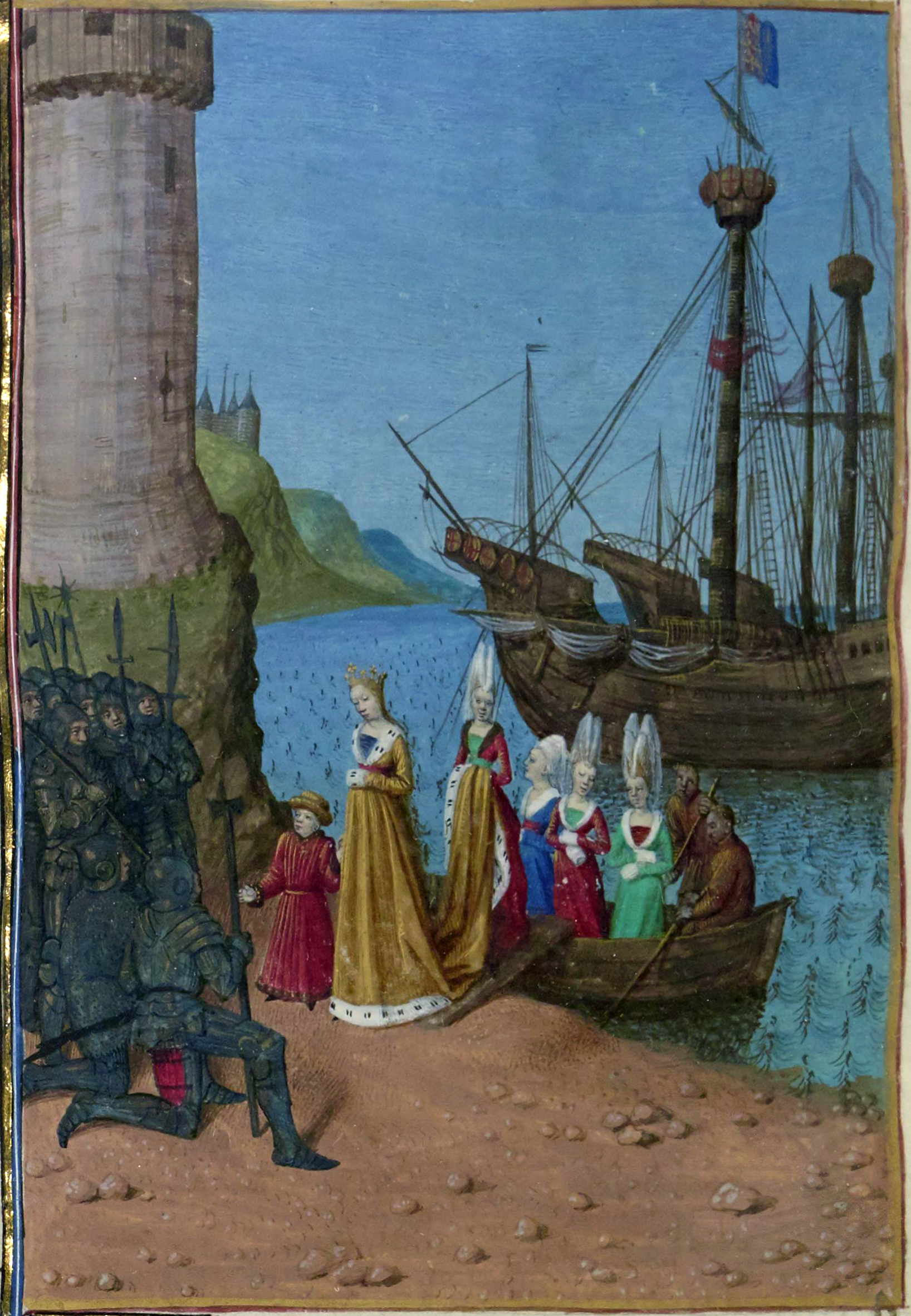
Jean Fouquet, Powrót Izabeli Francuskiej do Anglii, [w:] Grandes Chroniques de France, 1455-1460. Ilustracja przedstawia zejście Izabeli wraz z synem Edwardem z okrętu w porcie Harwick.

U boku króla wkrótce pojawił się nowy faworyt, Hugon Despenser, który umacniał swe wpływy nad Edwardem II, dzięki czemu m.in. gromadził bogactwa, które miały zapełniać królewski skarbiec.

### Pobyt we Francji i spisek przeciwko mężowi
W 1322 r. królem Francji został najmłodszy brat Izabeli, Karol IV Piękny. Edward II odmówił złożenia mu hołdu w imieniu Księstwa Akwitanii. Wywołało to konflikt pomiędzy Francją i Anglią. Izabela, na rozkaz męża (prawdopodobnie pod wpływem Hugona Despensera), straciła część swoich ziem oraz zmniejszono jej dwór. Trójka jej dzieci – Jan z Eltham, Eleonora i Joanna zostały jej odebrane i oddane pod opiekę żony i siostry faworyta króla. W ten sposób Despenser próbował odizolować królową od życia politycznego i pozbawić ją wszelkiej władzy.
Nastroje pomiędzy Anglią i Francją były coraz bardziej napięte, w związku z tym Izabela w marcu 1325 r. udała się do Francji, aby załagodzić konflikt pomiędzy Edwardem II a swoim bratem Karolem IV Pięknym. Porozumienie zostało osiągnięte, w wyniku którego Karol IV potwierdził prawa Edwarda II do wszystkich angielskich terytoriów na kontynencie, poza gaskońskimi ziemiami Agenais wokół Saint-Sardos. Izabela wzięła udział w ślubie Karola IV z Joanną z Evreux, który odbył się w lipcu 1325 r.
Pobyt królowej we Francji przedłużał się. Edward II, przekonany przez Hugona Despensera, nie wybrał się osobiście do Paryża, aby złożyć hołd szwagrowi, który miał zagwarantować bezpieczeństwo angielskich ziem w Gaskonii. Do Francji wysłał swego najstarszego syna, Edwarda III.
Królowa mając u swego boku następcę tronu Anglii oficjalnie ogłosiła, że nie zamierza wracać do Anglii dopóki faworyt króla nie zostanie odizolowany od dworu i jej męża. Karol IV udzielił wsparcia swojej siostrze twierdząc, że ma wolną wolę i wedle niej wyjeżdża i powraca; ponadto jeśli chce pozostawać we Francji, to on jako jej brat nie może jej wydalić.
Izabela nawiązała romans z Rogerem Mortimerem, który pojawił się na dworze królewskim w Paryżu pod koniec 1325 r. jako członek orszaku Joanny, hrabiny Hainaut, która przybyła na pogrzeb swego ojca a wuja Izabeli Karola Walezjusza.
W maju 1326 r. Izabela wraz z synem byli honorowymi gośćmi na koronacji Joanny z Evreux. Dwa miesiące później opuściła dwór królewski i udała się do hrabstwa Ponthieu, skąd wkrótce wyruszyła do Hainaut. Tam Mortimer wraz z mężem kuzynki Izabeli, Wilhelmem Dobrym, pracował nad zebraniem i zaopatrzeniem floty do walki z Edwardem II. Około 21 września 1326 r. Izabela podpisała traktat, w którym postanowiono, że Edward III poślubi córkę hrabiego, Filipę.

### Obalenie Edwarda II
24 września 1326 r. flota z Izabelą i Rogerem na czele przybiła do wybrzeża hrabstwa Suffolk. Izabela i jej armia nie napotkała oporów po przybyciu do Anglii. Na stronę Izabeli szybko przeszło dwóch jej szwagrów: Edmund Woodstock i Tomasz Brotherton. Król wraz ze swoim faworytem próbował uciekać, jednak bezskutecznie. 24 listopada 1326 r. Hugon Despenser został ścięty; jego śmierć poprzedziły tortury. Edward II został uwięziony na zamku w Monmouth. 20 stycznia 1327 r. abdykował na rzecz swojego syna. W kwietniu 1327 r. byłego króla przeniesiono do zamku Berkeley, którego właścicielem był zięć Mortimera, Thomas Berkeley. Krążyły pogłoski, że Edward II został zamordowany w 1327 z polecenia królowej i Mortimera. Jest to jednak mocno niepewne. Według innych źródeł, śmierć Edwarda mogła być zaaranżowana, a on sam miał żyć jeszcze do 1340 w niewoli pod opieką papieską.

## Życie po śmierci Edwarda II
20 grudnia 1327 r. pochowano Edwarda II ze wszelkimi honorami. Roger Mortimer otrzymał tytuły hrabiego oraz powierzono mu funkcję królewskiego namiestnika w Walii. Izabela wkrótce po pogrzebie rozpoczęła odzyskiwanie swoich ziem z posagu, które odebrał jej mąż. Wkrótce jednak Edward III popadł w konflikt z faworytem swojej matki. Z rozkazu  Edwarda III w dniu 29 listopada 1330 r. Roger Mortimer został stracony w Tower.
Izabelę odsunięto od spraw państwowych. Od 1332 r. większość czasu spędzała na zamku Rising. W późniejszym okresie Edward III pogodził się z matką, odwiedzał ją zapraszał na uroczystości państwowe, prowadził z nią korespondencję. Izabela zmarła w 1358 r.
Zmarła 22 sierpnia 1358 r. Zgodnie z jej życzeniem pochowano ją w płaszczu, w którym brała ślub z Edwardem II oraz do trumny włożono urnę zawierającą jego serce.

## Potomstwo
Izabela i Edward II mieli czworo dzieci, byli to:
- Edward III (1312–1377), król Anglii i pretendent do tronu Francji.
- Jan z Eltham (1316–1336).
- Eleonora (1318–1355), żona księcia Geldrii Renalda II.
- Joanna z Tower (1321–1362), królowa Szkocji – żona króla Dawida II.

## W kulturze
- Film „Breaveheart. Waleczne Serce” z 1995 r. W rolę Izabeli wcieliła się Sophie Marceau. Historia romansu pomiędzy Izabelą a tytułowym bohaterem Williamem Wallace jest fikcją, ponieważ w rzeczywistości nigdy się nie poznali (Izabela przybyła do Anglii prawie 3 lata po śmierci Wallace’a).
- Serial „Templariusze”. Izabelę zagrała Sabrina Bartlett.
- Jest jedną z bohaterek cyklu powieściowego Maurice Druona "Królowie przeklęci" (szczególnie tom "Wilczyca z Francji"). Cykl zekranizowano jako serial w 2005, a rolę Izabeli odrywała Julie Gayet.
- Serial „Świat bez końca” z 2012 r. Aure Atika w roli Izabeli.